# Хада, Йожеф
Йожеф Хада (венг. Háda József; 2 марта 1911, Будапешт — 11 января 1994, там же) — венгерский футболист, играл на позиции вратаря. По завершении карьеры игрока — футбольный тренер, на протяжении двух лет возглавлял национальную сборную Судана.
Выступал, в частности, за клуб «Ференцварош», а также национальную сборную Венгрии.

## Клубная карьера
На высшем уровне дебютировал в 1930 году выступлениями за команду клуба «Ференцварош», цвета которой защищал до 1939 года. Сыграл в составе команды 289 матчей. Среди которых: 136 матчей в чемпионате, 13 матчей в кубке страны, 2 матча в других внутренних соревнованиях, 42 матча в Кубке Митропы, 96 международных товарищеских матчей, 7 матчей в составе смешанных с другим клубом команд.
Завершал карьеру в столичном клубе «Гамма», где провел два сезона.
Умер 11 января 1994 года на 83-м году жизни в городе Будапешт.

## Выступления за сборную
В 1932 году дебютировал в официальных матчах в составе национальной сборной Венгрии. В течение карьеры в национальной команде, которая длилась 7 лет, провел в форме главной команды страны 16 матчей, пропустив 23 гола.
В составе сборной был участником чемпионата мира 1934 года в Италии, чемпионата мира 1938 года во Франции, где вместе с командой завоевал «серебро».

## Титулы и достижения
- Серебряный призер чемпионата мира: 1938
- Обладатель Кубка Митропы: 1937
- Финалист Кубка Митропы: 1935, 1938, 1939
- Чемпион Венгрии: 1931-32, 1933-34, 1937-38
- Серебряный призер Чемпионата Венгрии: 1934-35, 1936-37, 1938-39
- Бронзовый призер Чемпионата Венгрии: 1930-31, 1932-33, 1935-36
- Обладатель Кубка Венгрии: 1933, 1935
- Финалист Кубка Венгрии: 1931, 1932